# Shōhei Yokoyama
Shōhei Yokoyama (japanisch 横山 翔平 Yokoyama Shōhei; * 9. August 1993 in der Präfektur Gunma) ist ein japanischer Fußballspieler.

## Karriere
Yokoyama erlernte das Fußballspielen in der Schulmannschaft der Maebashi Ikuei High School (2009-2011). Seinen ersten Vertrag unterschrieb er 2012 bei Thespa Kusatsu (heute: Thespakusatsu Gunma). Der Verein spielte in der zweithöchsten Liga des Landes, der J2 League. Für den Verein absolvierte er 68 Ligaspiele. 2016 wechselte er zum Ligakonkurrenten FC Machida Zelvia. Danach spielte er bei Međimurec DP (2017–2018)Deutschlandsberger SC (2018) und NK Varaždin (2019–2020). Seit 2021 spielt er beim Taichung Futuro FC.